# 156
156 је била преступна година.

## Догађаји
- Конзули Марко Цеионије Силван и Гај Серије Аугурин.
- Антонин Пије предао је Марку Аурелију овлашћења трибунске и проконзуларне власти ван Рима и повукао се на своја имања.
- Успон јереси монтанизма.
- Таншихај је изабран за старешину Сјанбија. Саградио је палату, окупио велику војску и повео све старешине.